# Heinrich Detjen
Heinrich Detjen (* 30. Januar 1899 in Saarbrücken; † 27. Februar 1968) war ein saarländischer Politiker (KPD/DFU).

## Leben
Detjen verdiente seinen Lebensunterhalt zunächst als Maler und Bauarbeiter. 1917 wurde er als Soldat eingezogen und 1918 wegen Fahnenflucht und Aufwiegelung festgenommen.
Ab 1916 war er Mitglied der SPD, 1918 trat er der USPD bei und wechselte 1920 erneut zur SPD. Ab 1927 gehörte er schließlich der KPD an. Im Jahr 1929 wurde er in den Stadtrat von Saarbrücken gewählt und leitete dort ab 1934 den Vorsitz seiner Fraktion. Gleichzeitig gehörte er von 1932 bis 1935 dem Landesrat des Saargebietes an.
Wenige Wochen nach der Saarabstimmung 1935 emigrierte Detjen wie viele Gegner der Wiedereingliederung nach Frankreich, wo er sich für die Rote Hilfe engagierte. Im September 1939 wurde er interniert und anschließend einer Arbeitskompanie zugeteilt. Im Jahr 1940 liefert man ihn ins Saarland aus und nahm ihn in Untersuchungshaft. Das Oberlandesgericht Stuttgart verurteilte ihn zu eineinhalbjährigen Gefängnisstrafe. Im Anschluss an die Haft arbeitete er bis Kriegsende als Anstreicher.
Nach der Befreiung des Saarlandes durch die US-Armee im März 1945 war er in der Saarbrücker Stadtverwaltung tätig, zuletzt als Beigeordneter sowie Stadtdirektor. Detjen trat der neu gegründeten Kommunistischen Partei Saar bei. 1950 entließ ihn die Stadt Saarbrücken aus politischen Gründen, woraufhin er – zum Missfallen seiner Partei – gegen die Stadt klagte. Nach einem Parteiordnungsverfahren wurde Detjen schließlich aus der KP ausgeschlossen.
In den Folgejahren engagierte sich Detjen in der Vereinigung der Verfolgten des Naziregimes und trat für die Deutsche Friedensunion bei Kommunalwahlen an.